# 전유미의 영화음악
전유미의 영화음악은 대한민국의 방송국인 KBS대전방송총국 라디오 채널 KBS대전 음악FM에서 매일 낮 1시부터 오후 2시까지 방송했던 대전·충남 지역의 영화음악 전문 라디오 프로그램이다.

## DJ
- 전유미 아나운서 (여)

## 매일코너
- 영화본색 : 하루에 한 편씩 맞춰보는 영화이야기(50원의 이용료, #2309)
- 언제나 영화처럼 : 영화 속 잊지 못할 그 장면 살펴볼까요?

## 요일별 코너
- 월 : 클래식 오딧세이  - 영화속 클래식을 찾아서 (목원대학교 작곡재즈학부 최우혁 교수)
- 화 : 영퀴방 - 문자로 풀어보는 영화퀴즈 (50원의 이용료 #2309)
- 수 : 시네마 it  - '영화 속 카메오' '영화 속 애완동물' 등등 영화 속 '그것'에 관해 함께 이야기해요
- 목 : 영화보기 좋은 날  - 신작영화 소개하는 날
- 금 : 이충무의 타이틀매치 - 청취자가 만들어 가는 영화의 또 다른 제목(건양대학교 공연미디어학부 이충무 교수)
- 토 : 시네매거진- 한 주간 있었던 영화계 소식
- 내 인생의 영화 - 청취자들의 추억과 감동이 있는 영화이야기
- 일 : OST 완전정복 - 영화의 주요 장면들을 직접 들어보면서 OST를 들어봅니다

## 같이 보기
- KBS대전방송총국
- KBS 음악실

| KBS대전 음악FM   |                     |                     |
| 이전             | 전유미의 영화음악   | 다음                |
| 생생 클래식      | 전유미의 영화음악   | 명연주 명음반       |
| 낮 12시 ~ 낮 1시 | 낮 1시 ~ 오후 2시   | 오후 2시 ~ 오후 4시 |
| 전국방송         | 대전·충남 지역 방송 | 전국방송            |